# Palazzo della Real Paggeria
Der Palazzo della Real Paggeria ist ein Palast aus dem 17. Jahrhundert im Viertel San Ferdinando in Neapel in der italienischen Provinz Kampanien. Er liegt in der Via Solitaria, 39.

## Geschichte
Der Palast wurde im 17. Jahrhundert auf einem Grundstück errichtet, das dem Kloster San Luigi di Palazzo gehörte. Ursprünglich bestand das Gebäude aus einem Erdgeschoss, einem Zwischengeschoss, zwei Obergeschossen und einem dritten Obergeschoss, das kleiner als die anderen Stockwerke und mit den anderen über eine vierzügige Treppe verbunden war. 1734 wurde die Real Paggeria (dt.: Königliche Packerei) gegründet, die in den folgenden Jahren in dieses Gebäude verlegt wurde. Der Palast wurde von Luca Vecchione umgebaut, wie Zahlungsdokumente aus den Jahren 1752 und 1753 bezeugen. Um 1820 verursachte der Bau des massiven Gebäudes der Basilika San Francesco di Paola Risse im Fundament des Palastes, das sofort repariert wurde. 1825 wurde die Packerei geschlossen und 1838 verfügte das Generalschatzamt die Versteigerung des Palastes, womit der König aber nicht einverstanden war. So verblieb der Palast unter den Gütern es Königshauses; dort wurde die Dienerschaft des Königs untergebracht und die Gäste des Königs logierten dort. Vermutlich wurde der Palast nach der Einigung Italiens in ein Mietshaus umgewandelt.

## Beschreibung
Heute ist der Palast ein Gebäude mit vier Stockwerken, in das man durch ein imposantes Portal mit Bossenwerk an der Via Solitaria gelangt. Eine große Wirkung hat die offene Treppe aus dem 18. Jahrhundert mit drei Bögen pro Stockwerk, die den Blick in den Hauptinnenhof abschließt; unten an der Treppe befindet sich eine Nische, die eine behauene Figurengruppe enthält. Ein Seitengang darunter, der durch imposante Spitzgiebel gekennzeichnet ist, führt zum kleinen Nebenhof mit kreisförmigem Grundriss.

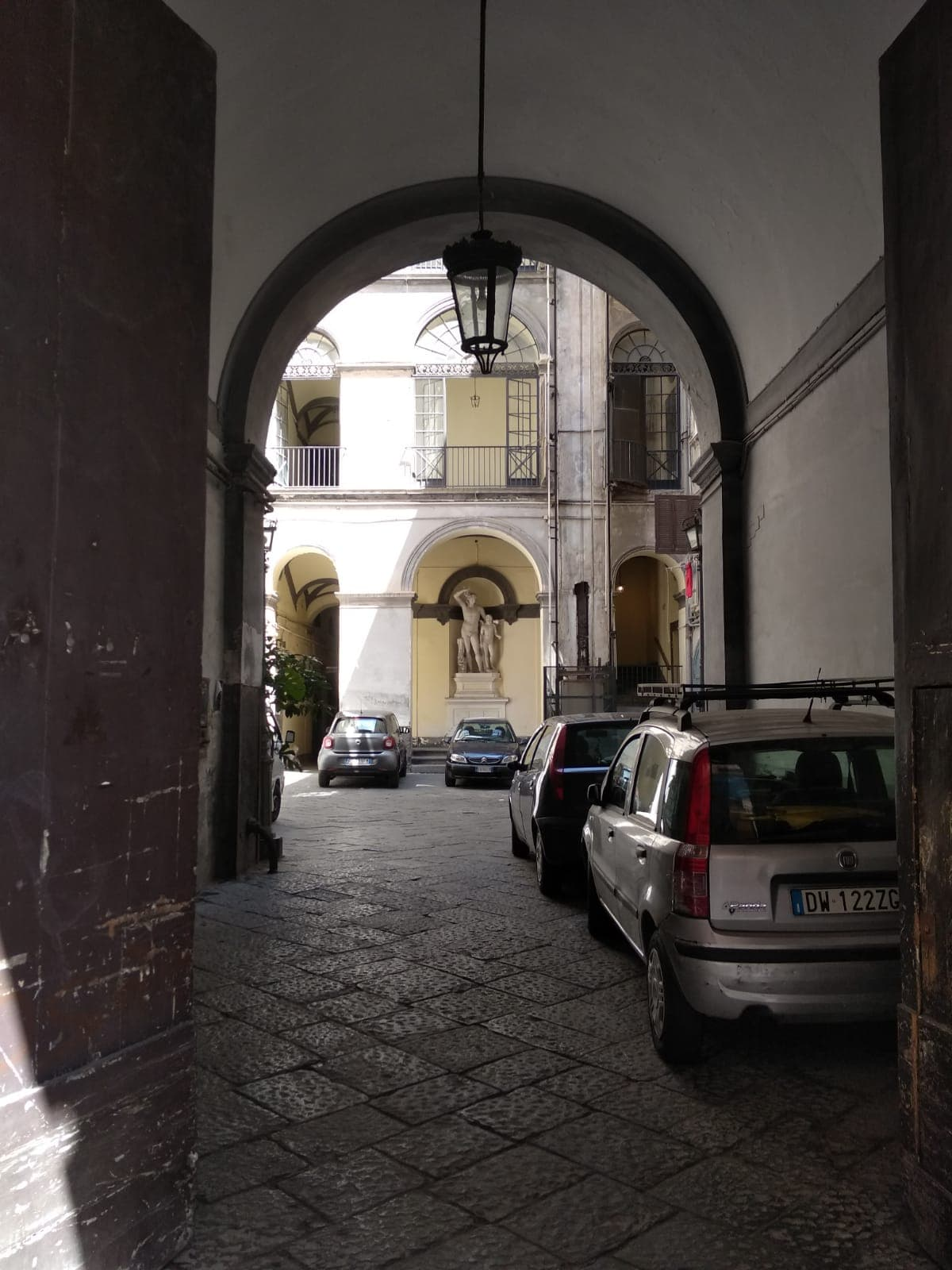
Hauptinnenhof mit der offenen Treppe